# Fiat 24-32 HP
Fiat 24-32 HP – samochód luksusowy wprowadzony na rynek przez włoski koncern motoryzacyjny Fiat w roku 1903. Samochód został zaprojektowany w sposób pozwalający producentom nadwozi wytwarzać do niego swobodnie karoserię. Model dostępny był w trzech wariantach rozstawu osi: krótki, średni i długi. 
Samochód wyposażony był w czterocylindrowy silnik rzędowy:
- pierwsza seria (1903) - pojemność 6371 cm³ (6,7 L) -  32 hp
- druga seria (1904) - pojemność 6902 cm³ (6,9 L) - 32 hp
- trzecia seria (1905) - pojemność 7363 cm³ (7,4 L) - 32 hp

Łącznie w turyńskiej fabryce Corso Dante powstało nieco ponad 400 egzemplarzy tego modelu.
Fiat 24-32 HP posiadał kilka technicznych nowości: był to pierwszy sedan używający nadwozia typu "Landaulet", był to również pierwszy samochód wyposażony w pedał przyspieszenia oraz skrzynię biegów z czterema biegami. Drogowa wersja pojazdu mogła osiągnąć prędkość maksymalną równą 75 km/h.
W roku 1902 Fiat wprowadził rajdowy model 24 HP 1902 Corsa. 
Był to pierwszy w historii samochód wyścigowy skonstruowany wyłącznie w tym celu, niepochodzący od zwykłego pojazdu drogowego. Wersja Corsa opierała się na stalowej ramie, napędzana była dwoma silnikami o łącznej pojemności 7238 cc rozwijającymi moc 40 koni parowych. Przy masie 450 kilogramów samochód mógł osiągnąć prędkość około 100 kilometrów na godzinę, co było w tamtych czasach bardzo dużą wartością. Model miał przewagę nad konkurencyjnymi konstrukcjami z okresu produkcji. Vincenzo Lancia wygrał nim 29 czerwca 1902 roku wyścig Côte-Superga Sassi ce w pobliżu Turynu, samochód dotarł także pierwszy do mety w rajdzie Susa - Col du Mont-Cenis ze średnią prędkością przejazdu 44,16 km/h.